# コリン・カルダーウッド
コリン・カルダーウッド （Colin Calderwood、1965年1月20日 - ）は、スコットランド、ストランラー出身の元サッカー選手、サッカー指導者。現役時代のポジションはDF。苗字は「コールダーウッド」とも表記される。
現役時代は、マンスフィールド・タウン、スウィンドン・タウン、トッテナム・ホットスパー、アストン・ヴィラ、ノッティンガム・フォレスト、ノッツ・カウンティでプレーした。

## 来歴
1982年にイングランドの下部リーグマンスフィールド・タウンでキャリアをスタートさせた。
1985年にスウィンドン・タウンに移籍し、キャプテンとして活躍。クラブの昇格に貢献した。
1993年にトッテナム・ホットスパーに移籍し活躍。1995年には30歳ながらスコットランド代表に選ばれた。
その後1999年にアストン・ヴィラ、2000年にノッティンガム・フォレストに移籍し、2001年にノッツ・カウンティにレンタル移籍し引退。
スコットランド代表としては36試合に出場し、1996年のUEFA EURO、1998年のFIFAワールドカップフランス大会にも出場した。
引退後は2003年からノーサンプトン・タウンの監督を務め、クラブをリーグ1（3部相当）に昇格させた。
2006年にノッティンガム・フォレストの監督になるが、2008年に解任。2009年からニューカッスル・ユナイテッドのコーチとなり、2009年2月からはジョー・キニアー監督が病気療養のため、クリス・ヒュートンとともに監督代行を務めた。2010年10月18日、ハイバーニアンFCの監督に就任した。2018年12月19日、ケンブリッジ・ユナイテッドFCの監督に就任した。

## 代表歴

### 出場大会
- スコットランド代表
  - 1998 FIFAワールドカップ

### 試合数
- 国際Aマッチ 36試合 1得点（1995年-1999年）[1]

| スコットランド代表 | 国際Aマッチ | 国際Aマッチ |
| 年                 | 出場        | 得点        |
| ------------------ | ----------- | ----------- |
| 1995               | 9           | 1           |
| 1996               | 8           | 0           |
| 1997               | 7           | 0           |
| 1998               | 8           | 0           |
| 1999               | 4           | 0           |
| 通算               | 36          | 1           |